# Ernie Brunings
Ernie Adolf Brunings (Oranjestad, 20 november 1944 – Paramaribo, 20 juni 2007) was een Surinaams politicus en bioloog.
Brunings ging in 1966 biologie studeren aan de Rijksuniversiteit Leiden. In 1973 studeerde hij cum laude af waarna hij terugkeerde naar zijn moederland. Daar volgde zowel een wetenschappelijke als een politieke carrière.

## Wetenschap
Na terugkomst werd hij wetenschappelijk medewerker op de afdeling microbiologie van het Centraal Laboratorium van het Bureau voor Openbare Gezondheidszorg (BOG). In 1974 trad hij in dienst van het Prof. Flu Medisch Wetenschappelijk Instituut (MWI). Vanaf 1975 tot kort voor zijn overlijden doceerde hij celbiologie en histologie op de medische faculteit van de Anton de Kom Universiteit van Suriname. Daarnaast gaf hij eind jaren 70 les op onder andere het Instituut voor de Opleiding van Leraren (IOL), het Natuurtechnisch Instituut (NATIN) en het Instituut voor Jeugdtandverzorging (JTV). Na de Sergeantencoup van 1980 zat hij in het revo-bestuur van de universiteit en van 1983 tot 1988 was hij bestuursvoorzitter van de universiteit. Het revo-bestuur zorgde ervoor dat 7 van de 18 afstudeerrichtingen in de Natuurtechnische faculteit werden opgeheven. Volgens critici van het revo-bestuur werden politiek onwelgevallige docenten zoals de latere president Venetiaan onder het motto van "zuivering van de oude politiek" ontslagen of op non-actief gesteld.
Onder zijn leiding werd de Universiteit van Suriname geherstructureerd. Zo werd onder andere de naam veranderd in de Anton de Kom Universiteit van Suriname. Om de efficiëntie te bevorderen werden veel studierichtingen samengetrokken. Het resultaat was dat er drie faculteiten overbleven:
- Faculteit der Medische Wetenschappen
- Faculteit der Maatschappij Wetenschappen
- Faculteit der Technologische Wetenschappen.

In 1994 werd Brunings gekozen tot voorzitter van de medische faculteit. In 1997 en 2006 werd hij herkozen.
Brunings heeft een hepatitis-test ontwikkeld die 0,10 Amerikaanse dollar kost terwijl de gangbare test $2,50 kostte. Voor zijn wetenschappelijke bijdragen onderscheidde de Stichting Algeweten hem in november 2003 met een zilveren medaille.

## Politiek
Toen in Nederland de Bijlhout-affaire speelde, gaf Brunings toe dat hij na de Sergeantencoup van 1980 lid was geworden van de volksmilitie en wacht had gelopen. Hij was ook een van de oprichters van de Revolutionaire Volkspartij die Bouterse steunde na de coup. Zijn naam stond oorspronkelijk op de lijst van ruim 30 verdachten van de Decembermoorden in 1982. Het Openbaar Ministerie heeft in 2001 de zaak tegen Brunings en zeven anderen geseponeerd.
Brunings was in 1987 medeoprichter van de aan Bouterse gelieerde NDP en als voorzitter van het wetenschappelijk bureau van de NDP werd hij tot de intellectuelen van die partij gerekend. Bij de verkiezingen van 1987 behaalde de NDP slechts 3 zetels. Brunings werd toen lid van de Staatsraad namens de NDP. In 1991 behaalde de partij 12 zetels en kwam Brunings als NDP-er in De Nationale Assemblée (DNA). Op 16 januari 1992 werd hij samen met Frank Playfair door de NDP met onmiddellijke ingang geroyeerd. Aanleiding was een conflict in de partijleiding over de relatie met het leger. De twee stelden hun DNA-zetel niet ter beschikking van de NDP maar vormden een nieuwe fractie onder de naam Democratische Partij (DP) en bleven tot de verkiezingen van 1996 zitten.
Brunings raakte in ongenade van Bouterse en vertrok hij uit de NDP. Later noemde hij Suriname een dictatuur van de op dat moment zittende meerderheid. Hiermee verwees hij naar de meerderheid voor wetsvoorstellen in Suriname altijd van de coalitie komt en de tegenstemmen van de oppositie.
Later stapte Brunings over naar de Politieke Vleugel van de FAL (PVF; FAL = Federatie van Agrariërs en Landarbeiders).
Op 23 mei 1996 behaalde de Alliantie bestaande uit DP, HPP, PVF en PSV 3 zetels in De Nationale Assemblée. Ondanks bezwaren van President Jules Wijdenbosch en vicepresident Pretaap Radhakishun werd Brunings in september van dat jaar minister van Planning en Ontwikkelingssamenwerking (PLOS) in de regering-Wijdenbosch II. Een jaar later werd de samenstelling van het kabinet herzien waarbij hij werd opgevolgd door Waldi Nain (Pendawa Lima).
Bij de verkiezingen van 2000 was Brunings lijsttrekker van de PVF in Paramaribo. De PVF behaalde toen zowel in Nickerie als Saramacca een zetel, maar niet in Paramaribo. Tijdens de verkiezingen van 2005 nam de PVF als onderdeel van de A1 Combinatie deel.
Halverwege juni 2007 kreeg Brunings een hartaanval. Hij werd naar de afdeling intensive care van het Academisch Ziekenhuis Paramaribo overgebracht, alwaar hij drie dagen later op 62-jarige leeftijd overleed.